# الدوري الهولندي الممتاز 1890–91
الدوري الهولندي الممتاز 1890–91 (بالهولندية: Nederlands landskampioenschap voetbal 1890/91)‏ هو الموسم 3 من الدوري الهولندي الممتاز. أشرف على تنظيمه الاتحاد الملكي الهولندي لكرة القدم، وفاز فيه HVV Den Haag ‏.